# Gimmersta herrgård
För andra betydelser, se Gimmersta.

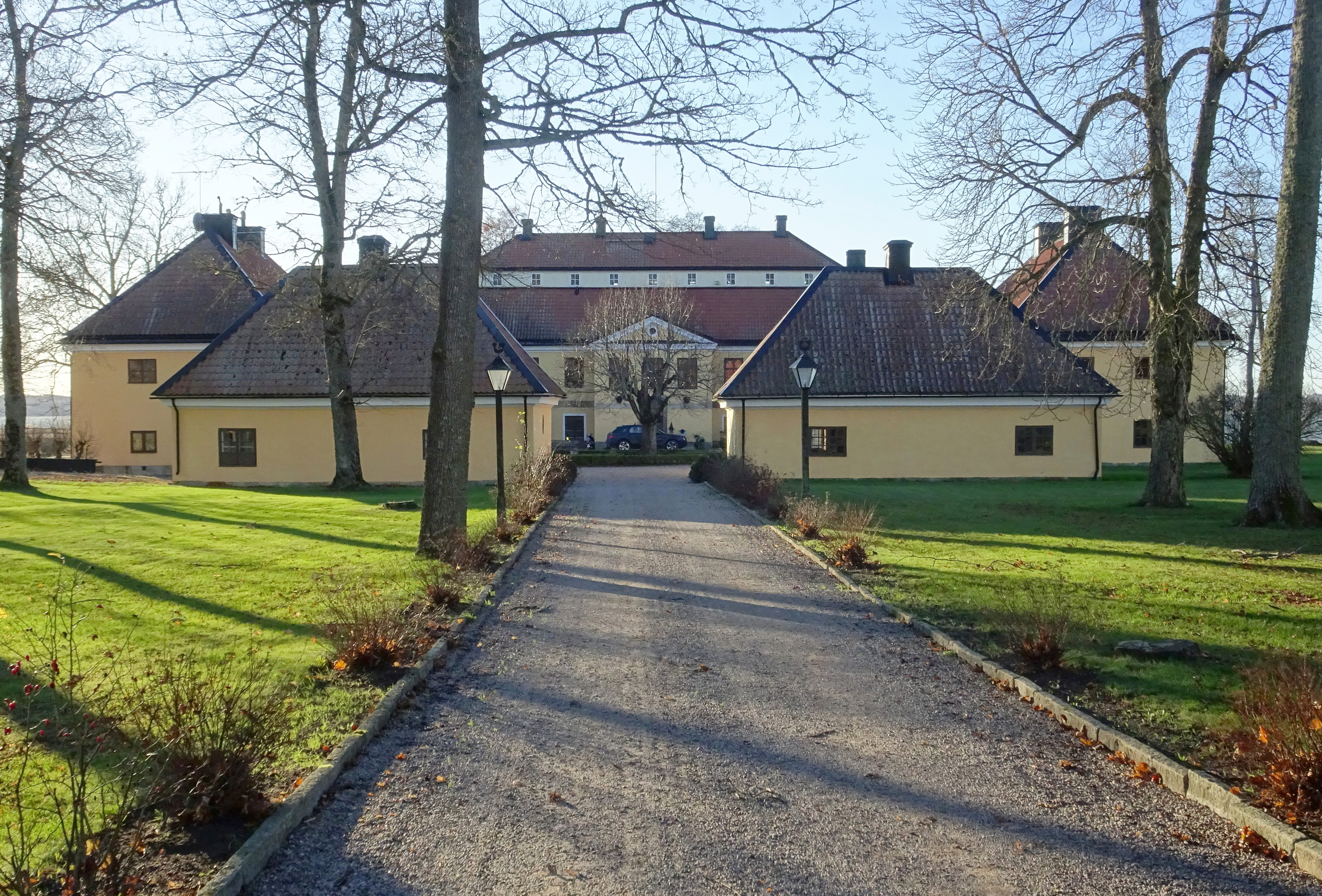
Gimmerstas huvudbebyggelse, fasad mot öster, november 2020.

Gimmersta är en herrgård och ett tidigare säteri i Julita socken, Katrineholms kommun, Södermanland. Den välbevarade gårdsanläggningen ligger intill sjön Öljarens östra strand vid Aspåns utlopp. Närmaste granne i norr är Julita kyrka och Julita gård. Gårdsanläggningens huvudbebyggelse härrör från 1720-talet och har sedan dess i stort sett bevarat sitt utseende.

## Historik

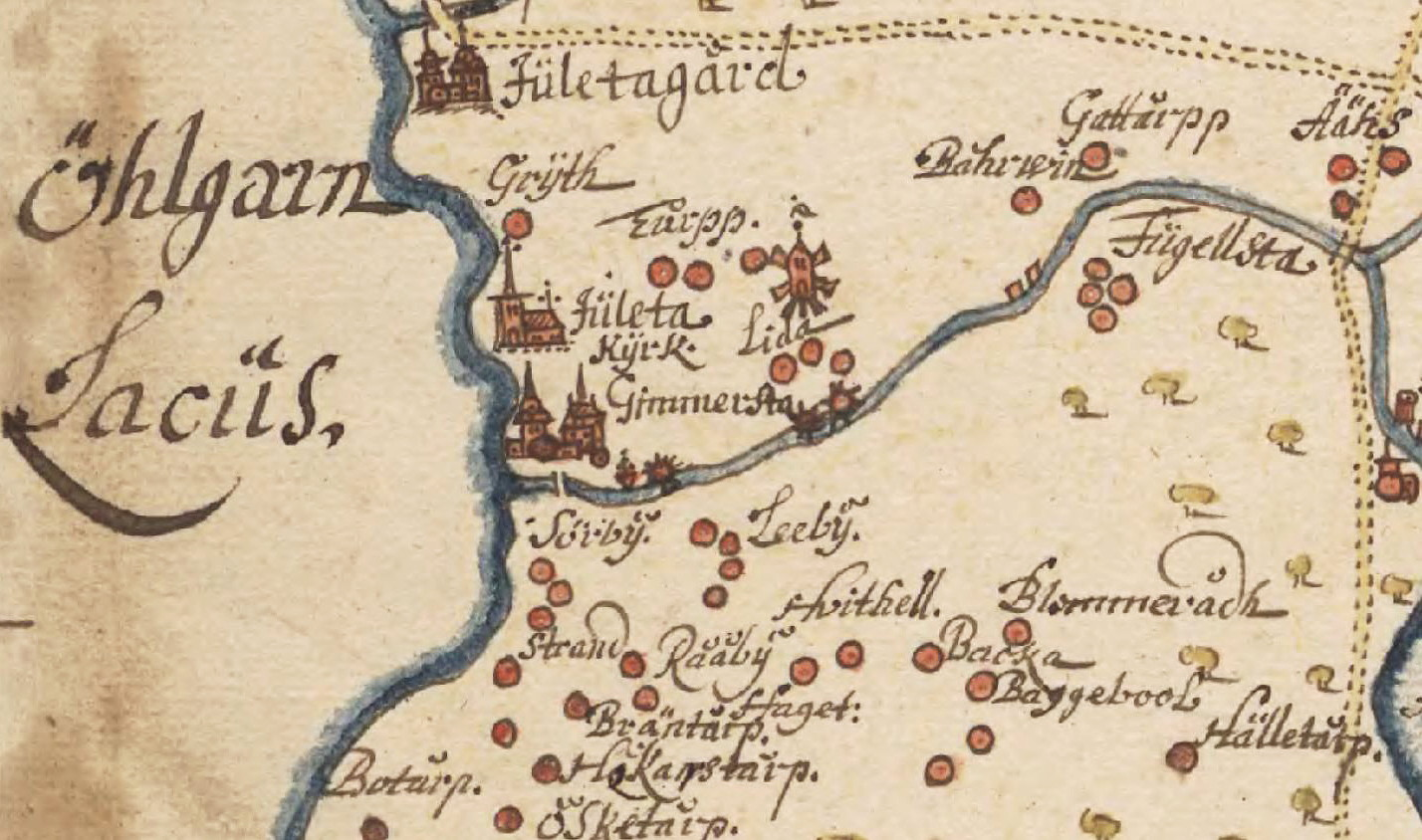
Öljaren, Aspån, Gimmersta, Julita kyrka och Julita gård år 1677.

Gimmersta har i alla tider varit en självständig enhet och aldrig legat under närbelägna Julita kloster eller Julita gård. Godset omnämns i skrift för första gången 1262 som Gymbristada, då var Filip Elofsson (Birger Jarls brorson) ägare. 1339 beboddes stället av riksrådet Karl Näskonungsson (Natt och Dag). Egendomen skänktes 1462 av riddaren Magnus Gren som morgongåva till sin hustru Gertrud Narvesdotter. Genom hennes dotters Philippas giftermål med riksrådet Bengt Ryning övergick Gimmersta till släkten Ryning som innehade egendomen till 1600-talets mitt.
Genom gifte kom gården med Per Ribbing till släkten Ribbing som ägde stället också under flera generationer. Gimmersta köptes 1805 av David Henrik Hildebrands son, David Gotthard Henrik Hildebrand (1761–1808), som införlivade Gimmersta i familjens stora godskomplex med Ericsbergs slott som huvudgård. Han avsåg även att göra Gimmersta till fideikommiss för sin systerson friherre Carl Carlsson Bonde som sedermera ärvde Ericsberg. 1828 förklarades dock Gimmersta sakna fideikommissnatur och såldes till friherre Bondes yngsta son, Knut Fillip Bonde. Gimmersta har därefter ägts av släkten Bonde i nästan 200 år. 
Egendomen såldes för 281 miljoner kronor våren 2010 av dåvarande ägaren Torgils Bonde.  Köpare var makarna Robert och Kerstin Liljekvist, vilka bland annat äger företagen Barken Holding AB och Barken Timmer AB med säte i Dalarna. I november 2020 såldes egendomen återigen, den här gången var köpeskillingen 375 miljoner kronor. Köpare var Erik Stenberg.

## Bebyggelsen

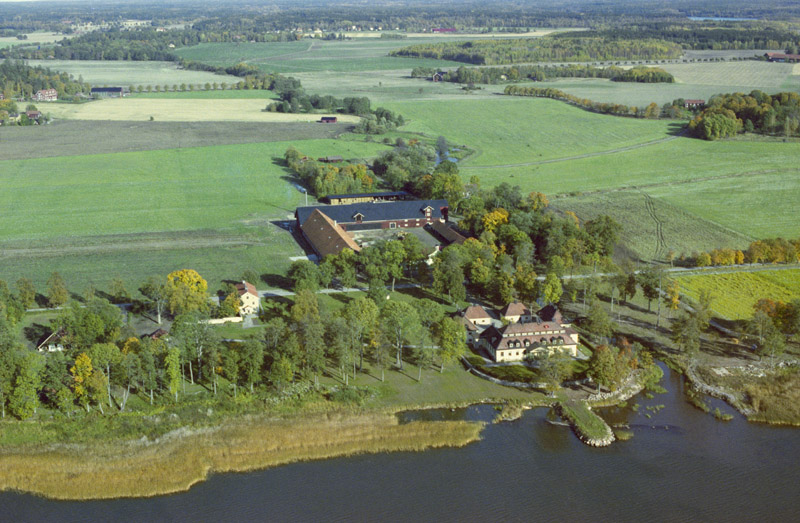
Gårdsanläggningen från luften 1991.

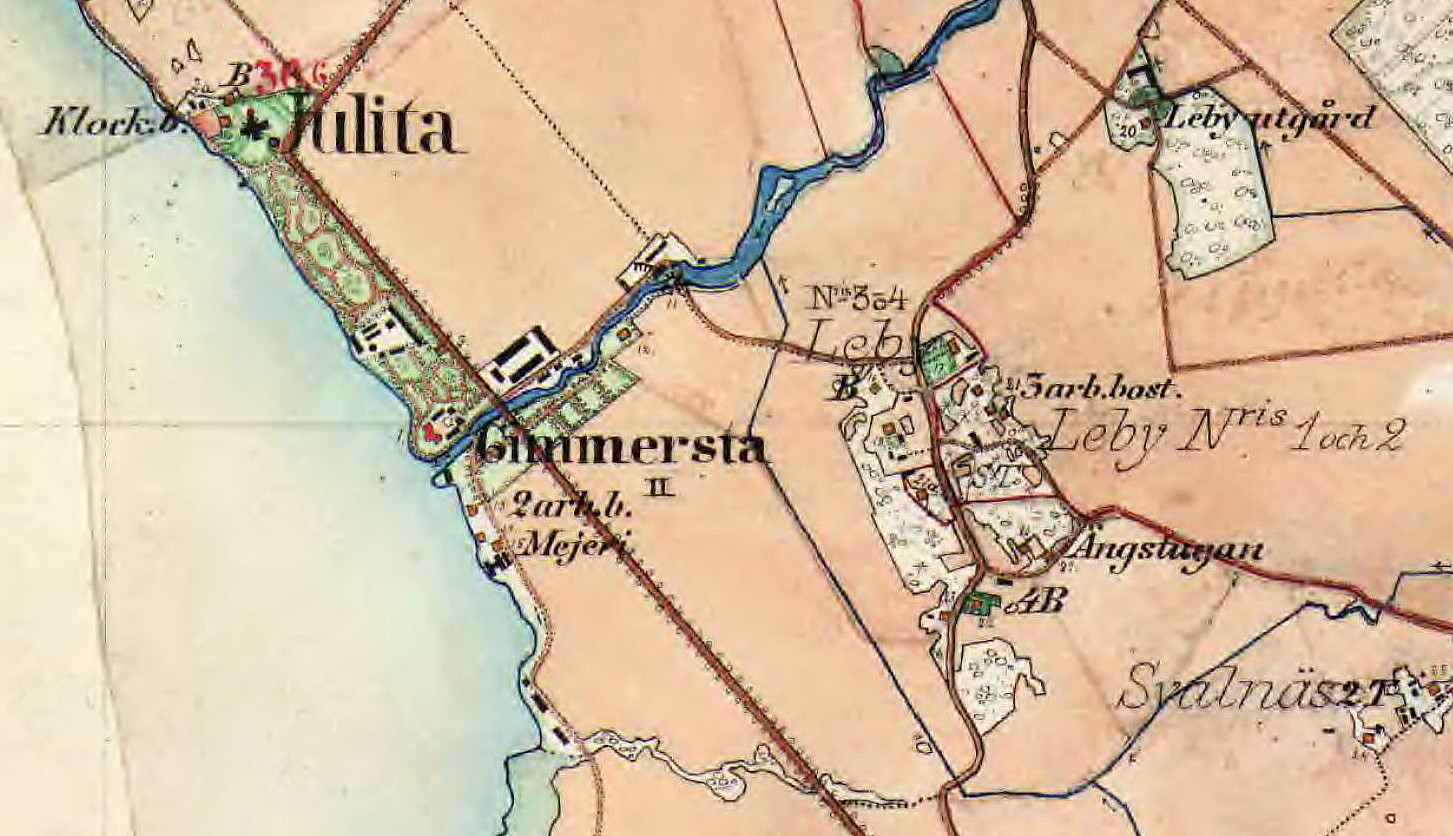
Gimmersta och Julita 1890-tal.

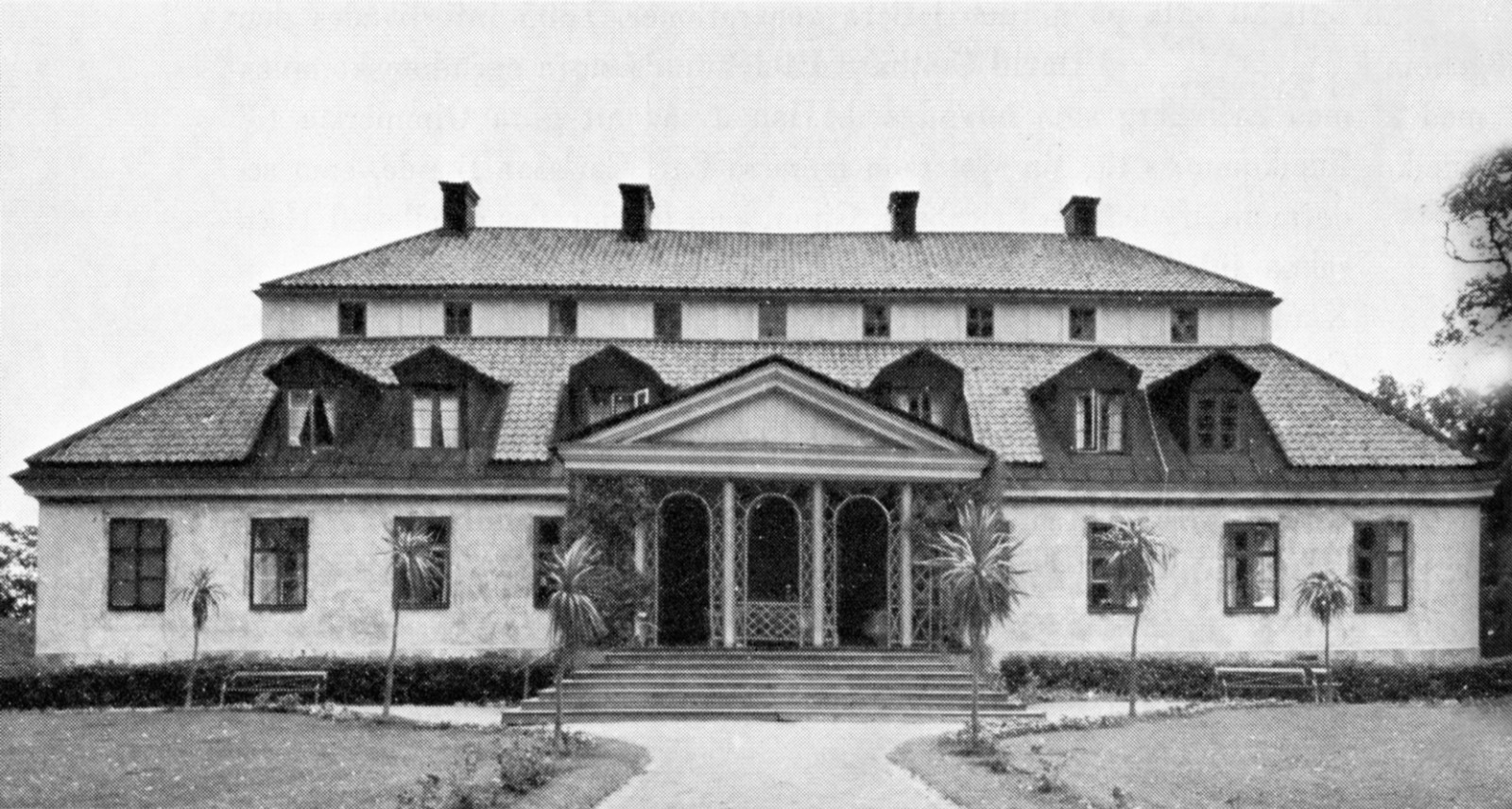
Huvudbyggnad fasad mot Öljaren, 1967.

Gimmersta gårds huvudbebyggelse ligger vid Aspåns utlopp i sjön Öljaren, cirka 500 meter söder om Julita kyrka. Rakt genom anläggningen leder en cirka 2 000 meter lång med hästkastanjer planterat allé (länsväg 596). Här finns busshållplatsen Gimmersta. Den välbevarade herrgårdsanläggningen ligger är väl samlad med en huvudbyggnad närmast sjön och fyra fristående flyglar som tillsammans omsluter en grusad förplats. 
Huvudbyggnaden uppfördes i sten i karolinsk stil med två våningar ovan mark mot öster och en våning mot väster. Byggnaden har ett högt tegeltäckt säteritak. Mot gården (öster) märks två framspringande flygelpaviljonger, också i två våningar. Över entrén reser sig en frontonkrönt mittrisalit. Huvudbyggnadens front mot sjön fick i slutet av 1800-talet en spaljéklädd veranda. Här återkommer frontonen med tympanon som stilelement.
Flygelparet närmast huvudbyggnaden har två våningar, möjligtvis påbyggda på 1790-talet, under ett brant valmat sadeltak. Flygelparet närmast vägen är vänd 90 grader och är byggd i en våning. Hela gårdsanläggningen är sannolikt tillkommen under 1700-talets första hälft när Conrad Ribbing var ägare. Troligen ingår äldre delar från medeltid och 1600-talet i huvudbyggnaden. Delar från denna tid framgår i huvudbyggnadens förstuga och trapphus samt de djupa källarna. Vid entrén från gatan märks en smidesgrind, smyckad med släkten Bondes vapen.
Gårdens ekonomibyggnader ligger mittemot huvudbebyggelsen på östra sidan av allén. Här finns bland annat flera stor ladugårdar som tillsammans omslutar ett gårdstun. Det gulputasede ”finstallet” vänder sig mot gatan och kröns av ett klocktorn med gårdens vällingklocka som bär inskriptionen Leonardhus Ribbing Liber Baro ac dominus in Gimmerstad me fieri curavi anno domini 1674.

### Parken och omgivningen

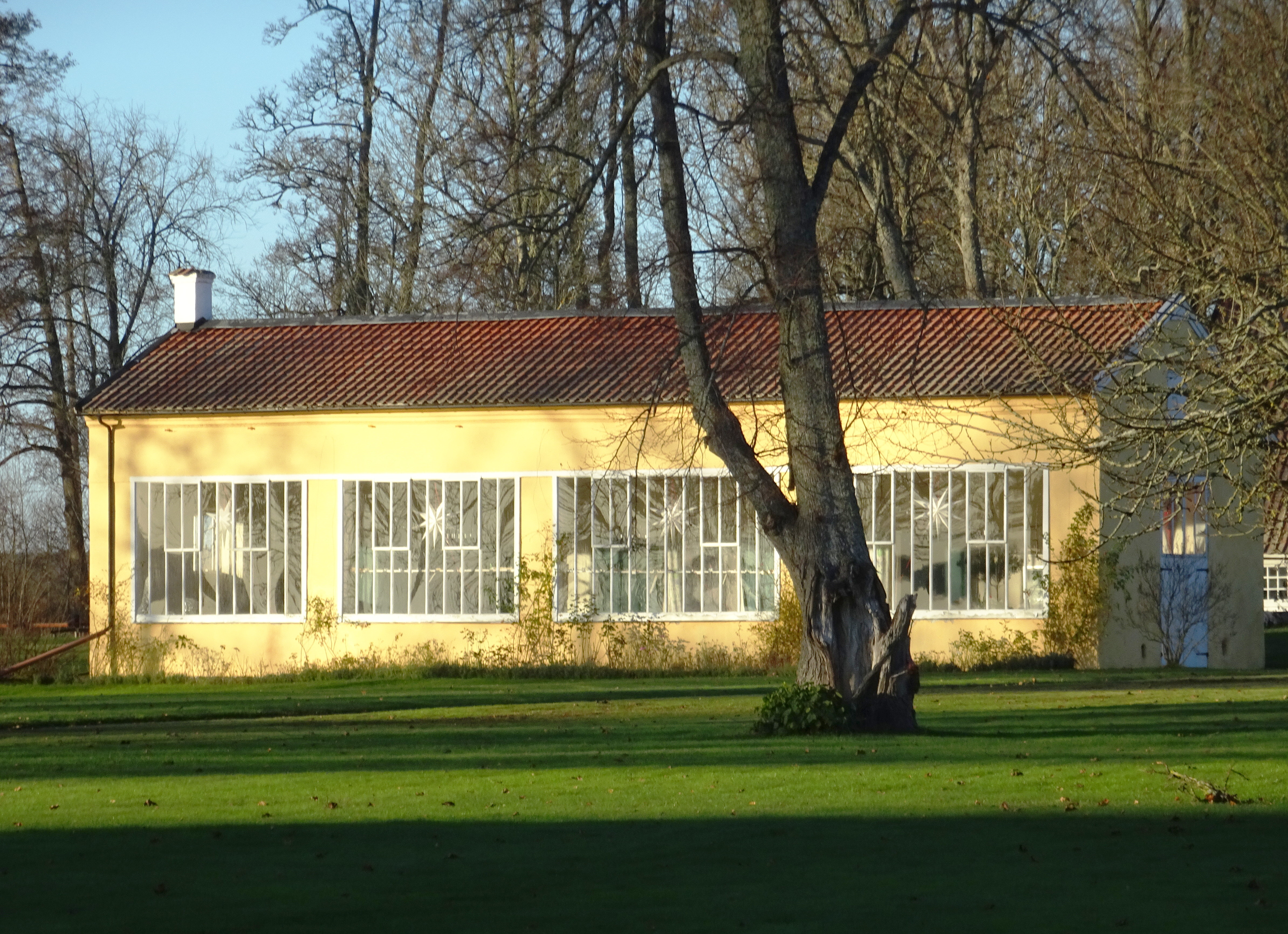
Orangeriet.

Längre österut vid Aspån fanns en vattenkvarn. Till egendomen hörde även en såg och ett tegelbruk. Strax söder om gården invid Öljaren fanns arbetarbostäder och ett gårdsmejeri och direkt norr om huvudbebyggelsen märks gårdskontoret. Kring sekelskiftet 1900 sträckte sig fortfarande en engelsk park mellan allén och sjön ända upp till Julita kyrka. Trädgården med en mängd växthus härstammar delvis från den Ribbingska tiden på 1700-talet. Enligt en beskrivning från 1805 fanns ett antal ovanligt stora fikon- och mullbärsträd.
I den gamla parkanläggningen står fortfarande ett orangeri som troligen är uppfört under första halvan av 1800-talet. Det fanns ytterligare ett orangeri och ett flertal växthus, alla numera rivna. Det kvarvarande orangeriet består av ett enda rum med fyra stora fönster åt söder. Det hade ursprungligen fyra skorstenar vilket tyder på att uppvärmningen skedde genom fyra kakelugnar. Byggnaden är uppförd i tegel och putsad in och utvändigt, yttermått är 7,00 x 21,15 meter. Orangeriet tillmäts av kommunen särskilt kulturhistoriskt värde.
Godsets areal sträcker sig huvudsakligen söder om huvudbebyggelsen och har under åren minskat: år 1908 var det 6 300 hektar och 5 600 hektar år 1967. Idag (2018) omfattar arealen av 2 800 hektar mark och 500 hektar av sjön Öljaren. Till Gimmerstas mark hör även Strandhagen naturreservat, beläget cirka 2,5 kilometer söder om gårdsbebyggelsen.

### Utgårdar och torp (urval)
Under Gimmersta låg flera numera försvunna utgårdar och torp:
- Bränntorp (till 1784)
- Hekanstorp (till 1823)
- Hvithälla (till 1815)
- Kärr (till 1816)
- Råby (till 1784)
- Strand (till 1796)
- Ösketorp (till 1819)
- Ösketorpstuga (1825)

## Bilder

Huvudbebyggelsen
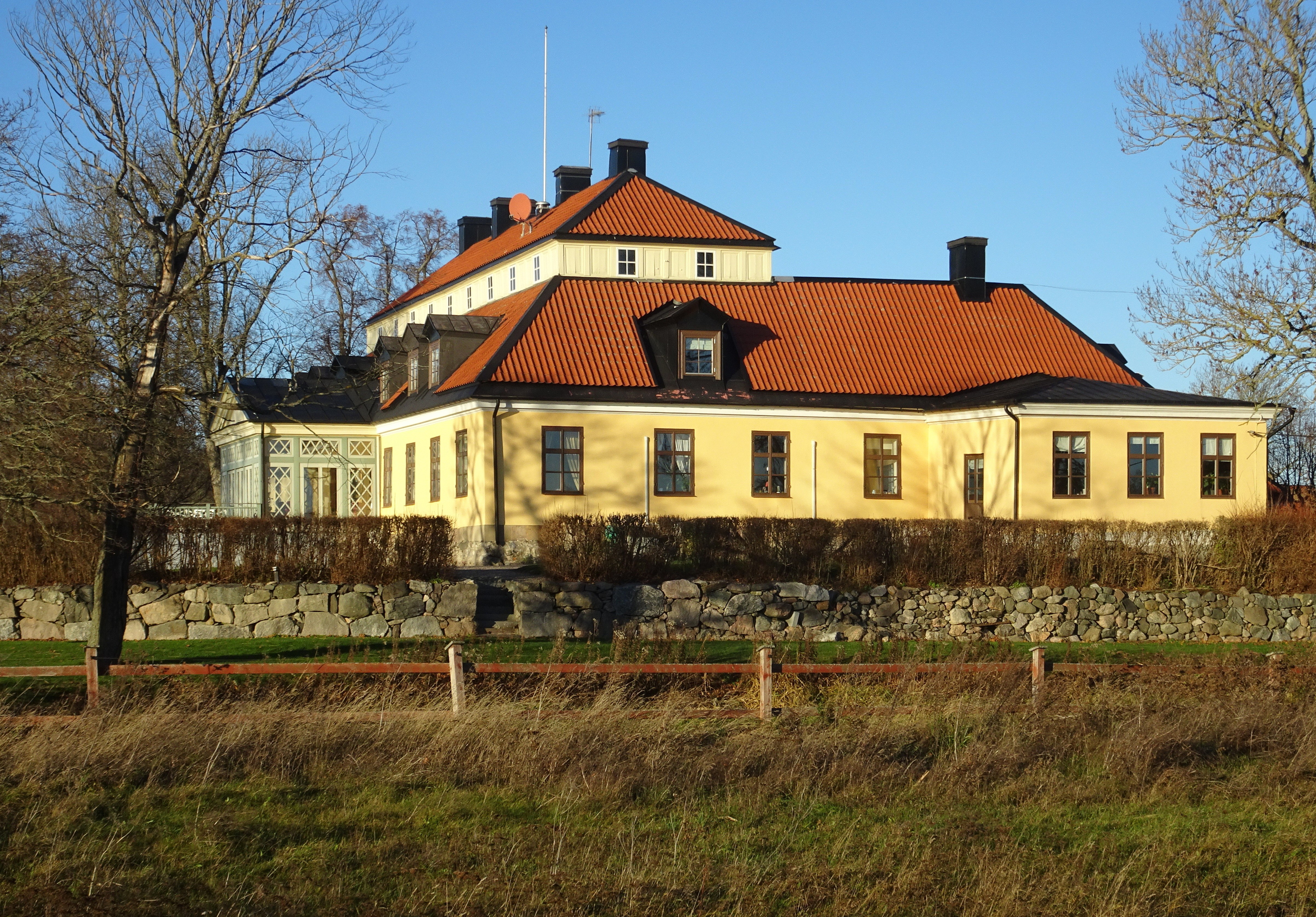
Huvudbyggnad, fasad mot söder.
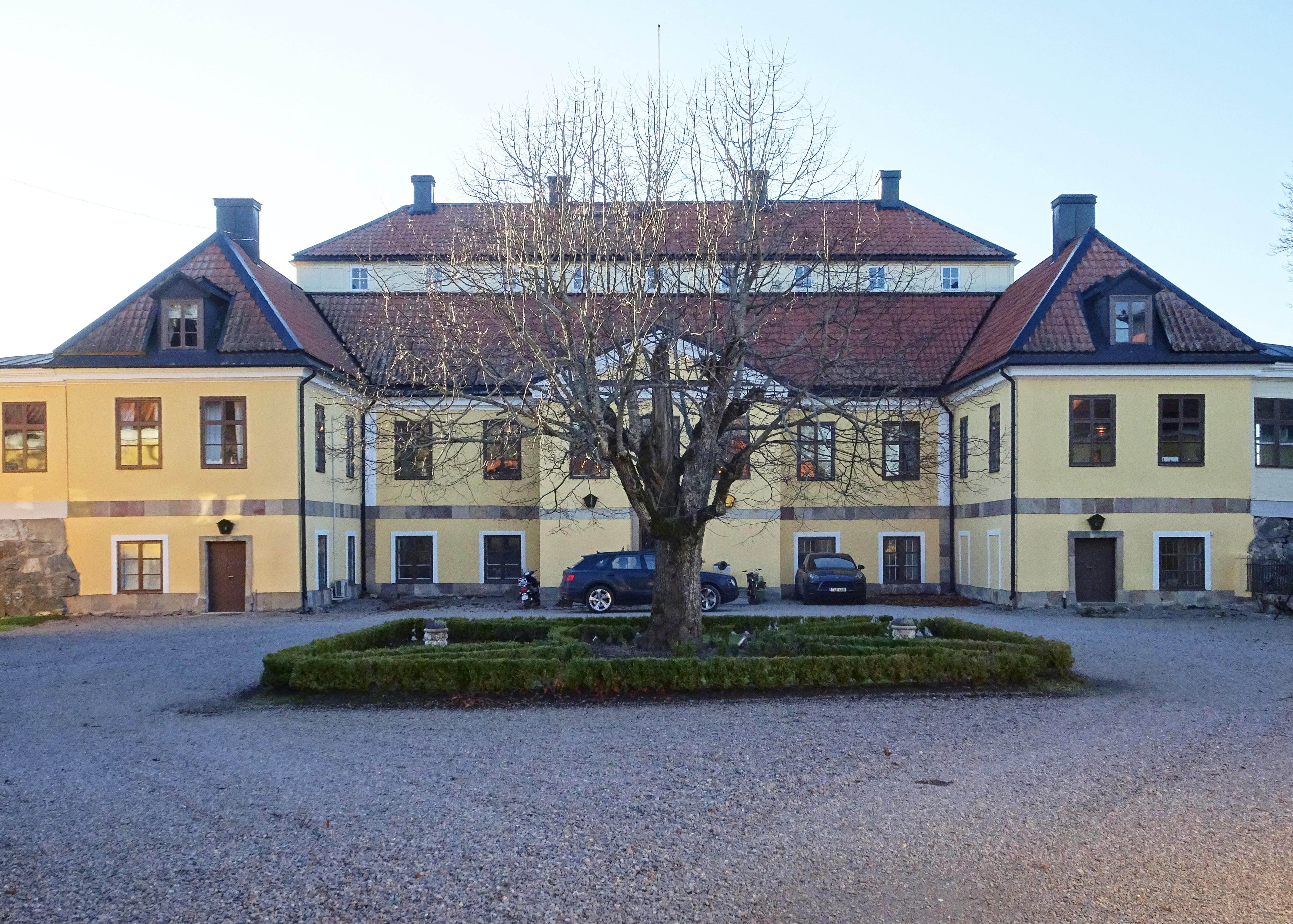
Huvudbyggnad, fasad mot öster.
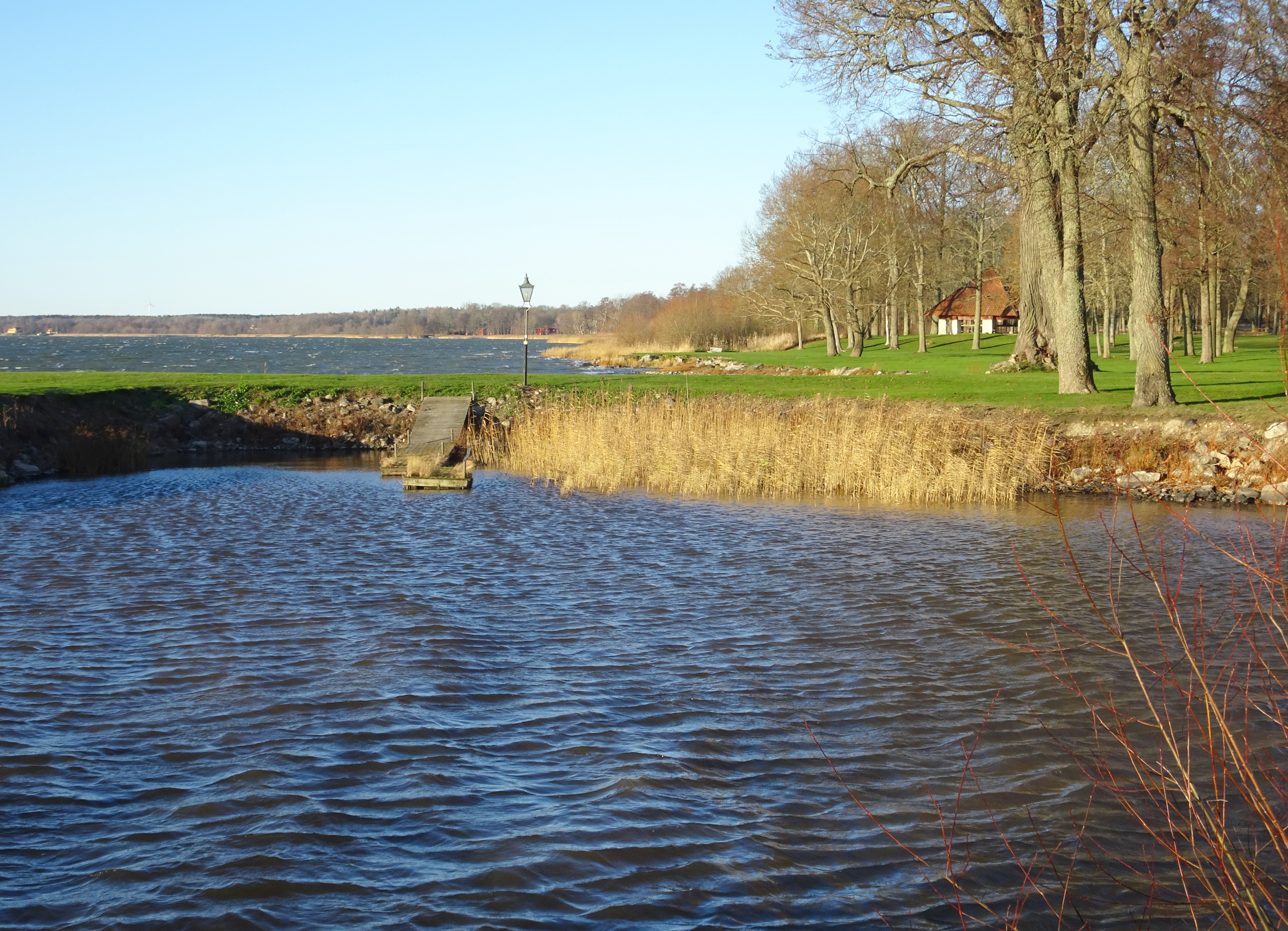
Parken mot Öljaren.
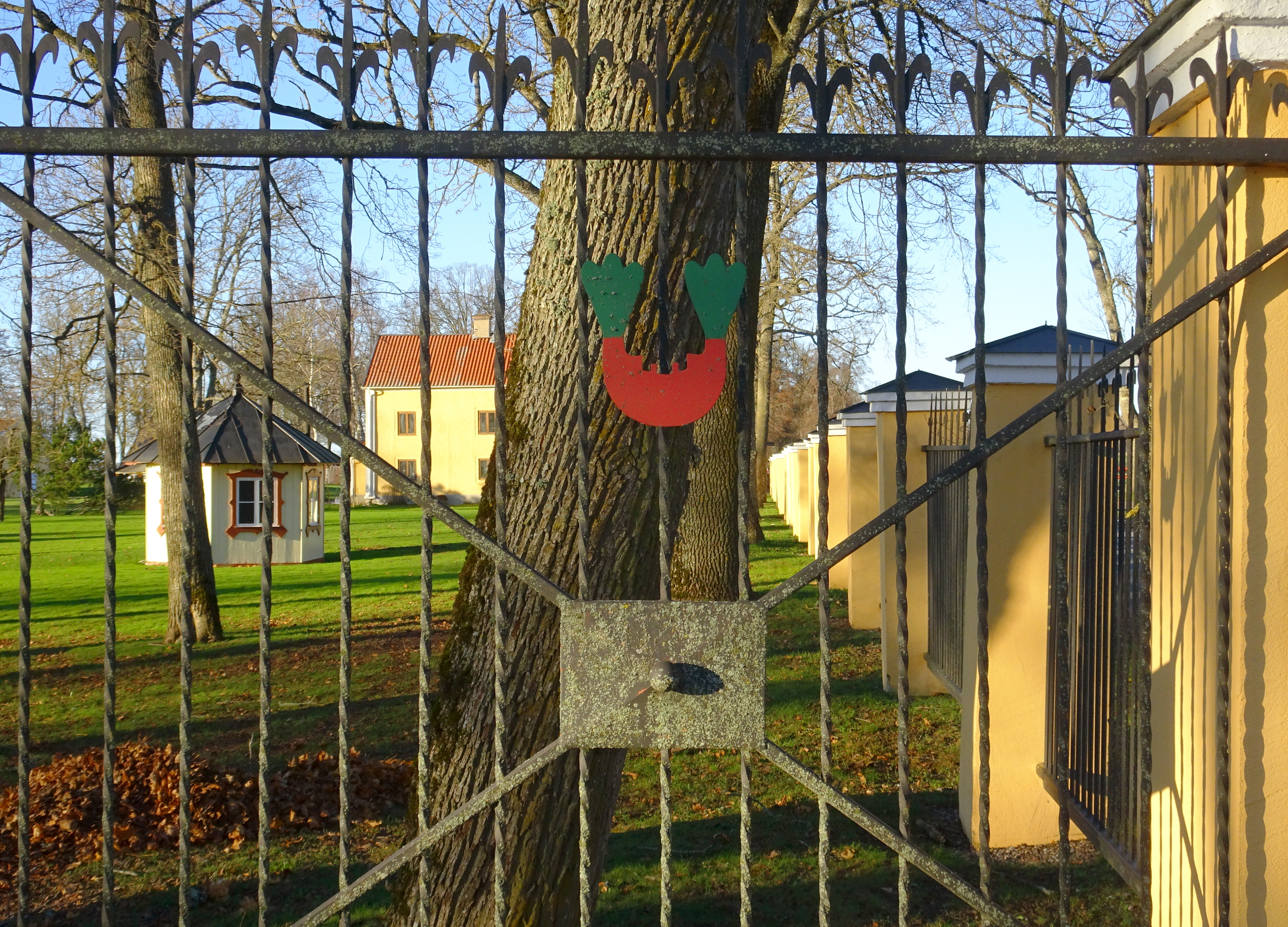
Smidesgrinden mot gatan med Bondes vapen.
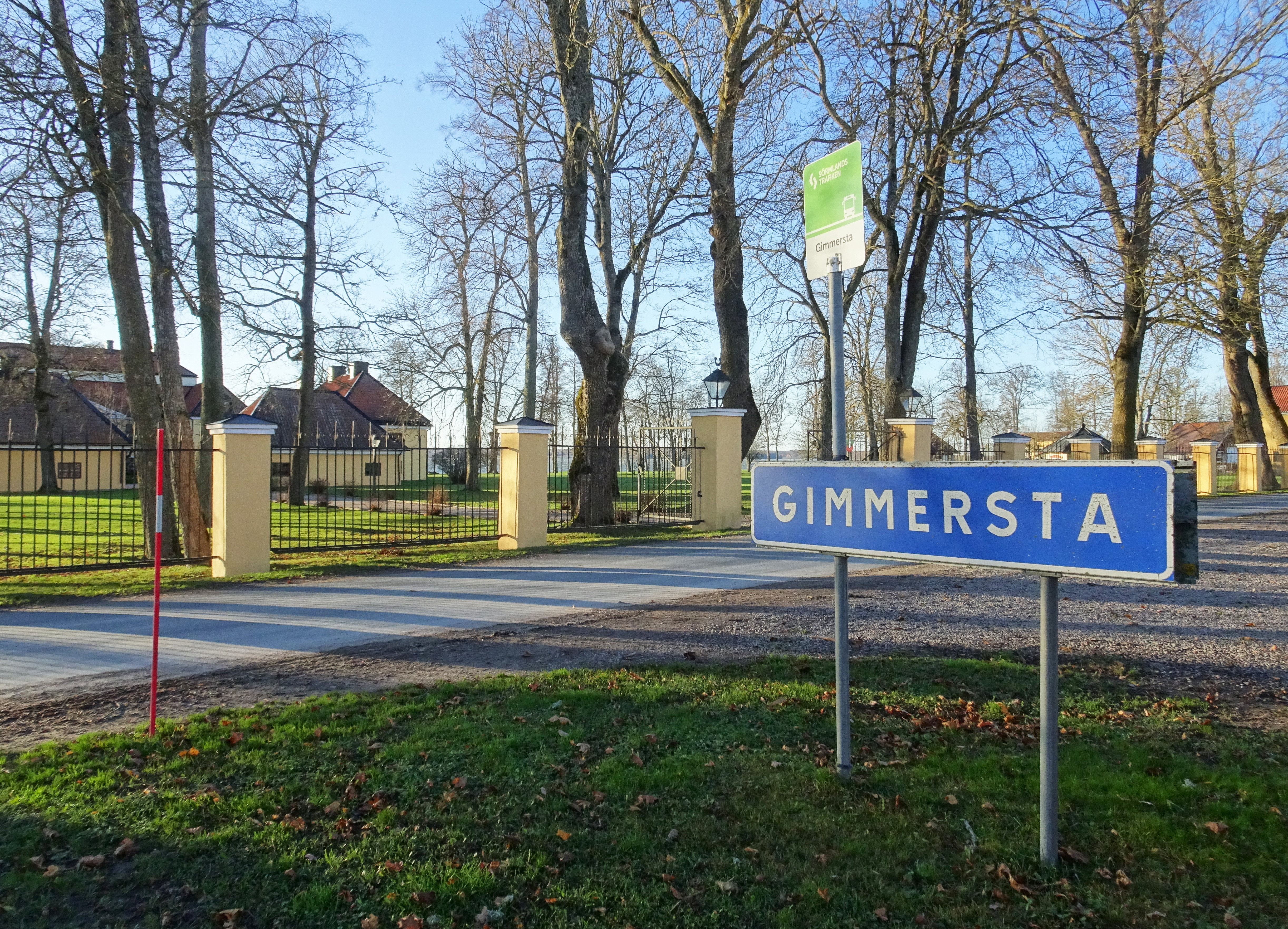
Gimmersta ortskylt och busshållplats.

Övriga byggnader
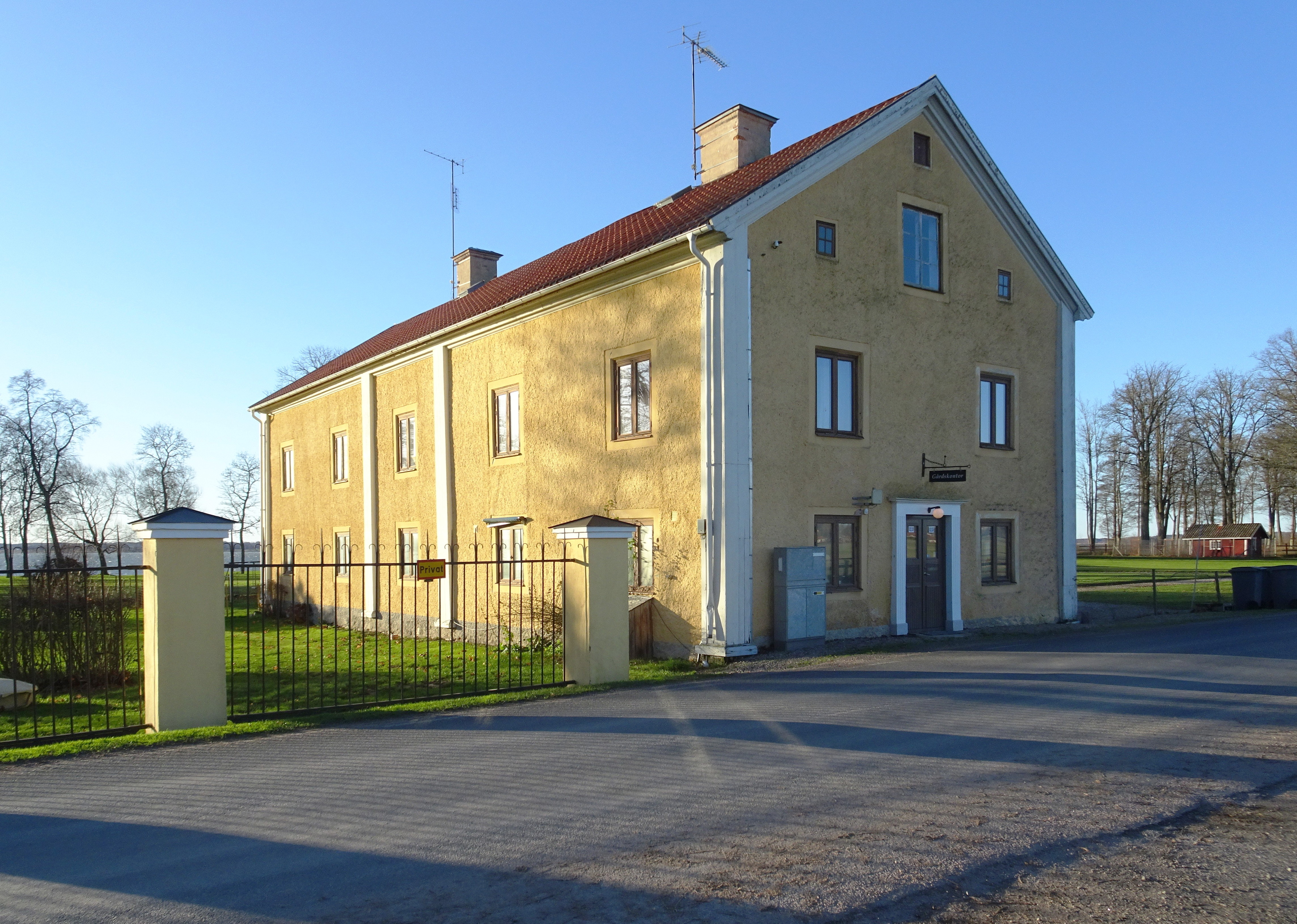
Gårdskontoret.
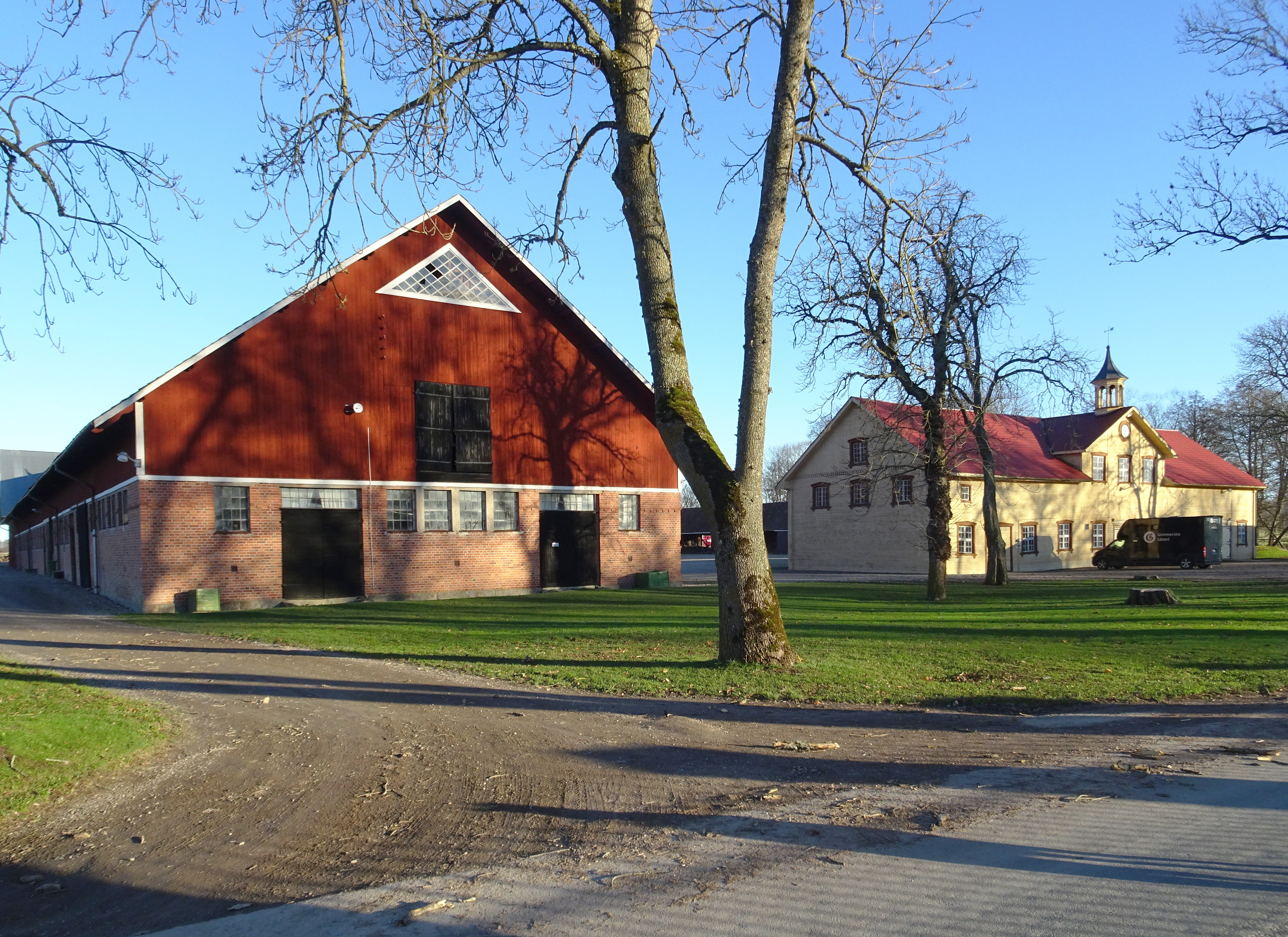
Ekonomibyggnader.
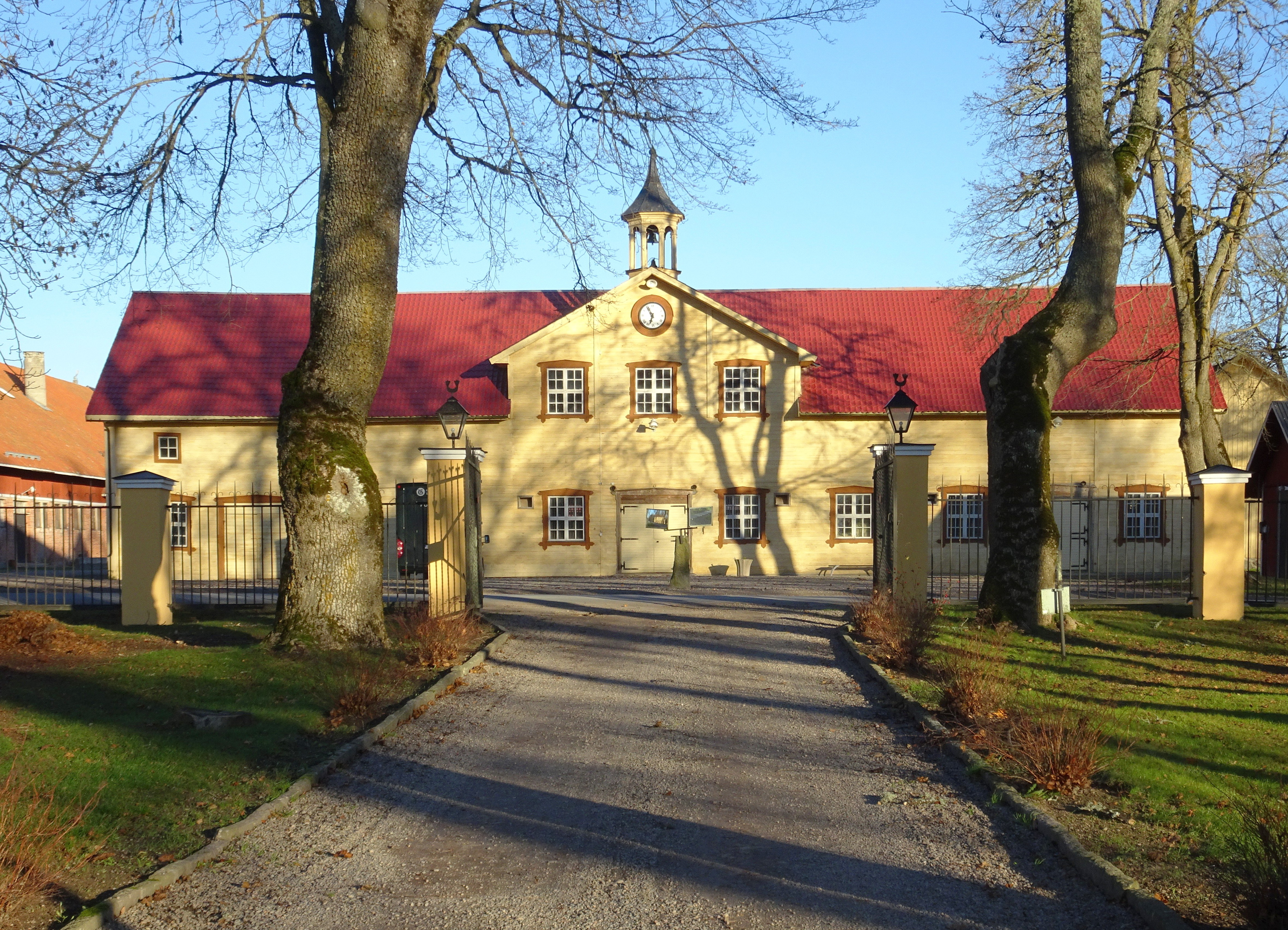
Finstallet med vällingklocka.
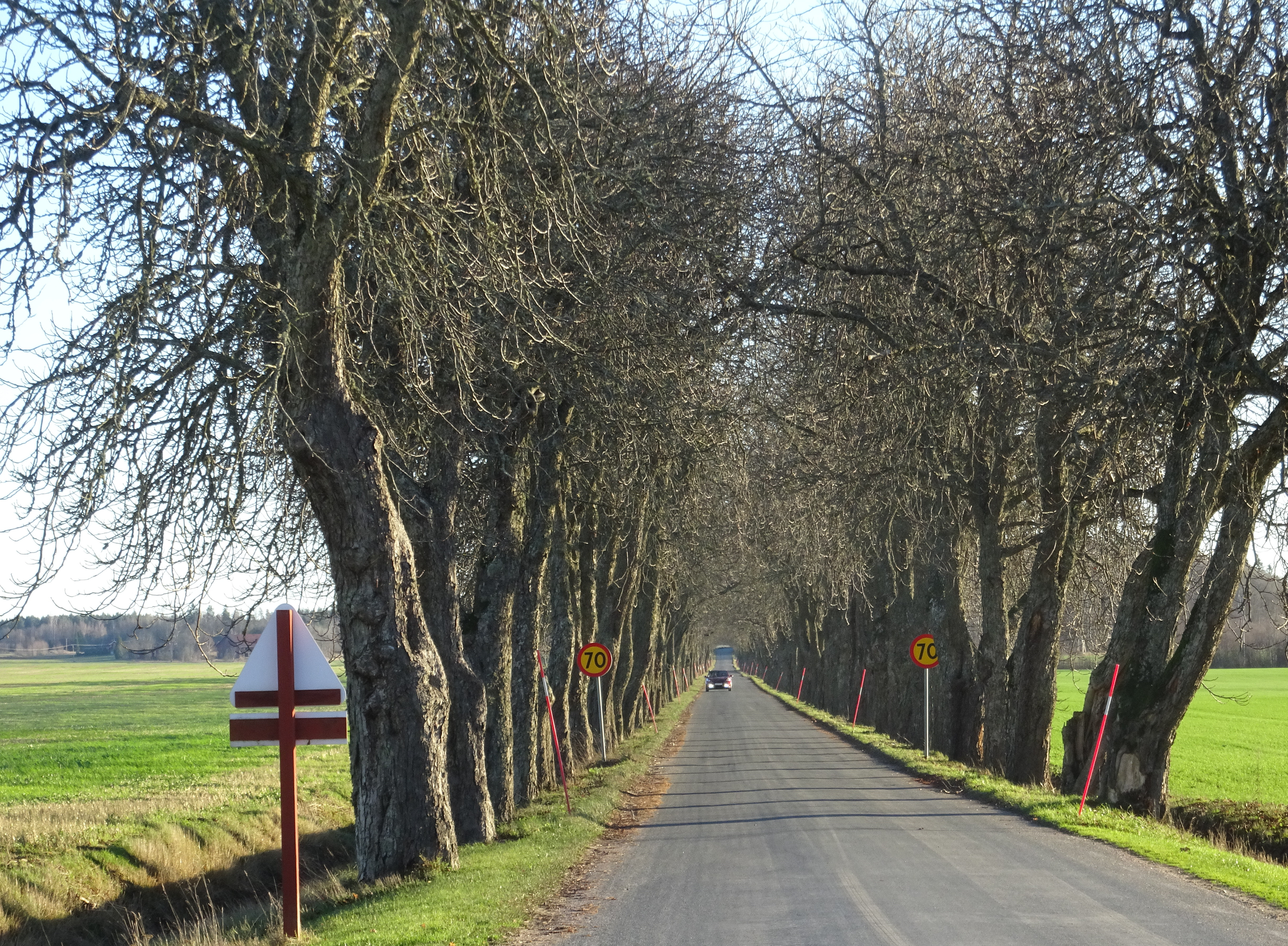
Kastanjallén söderut.
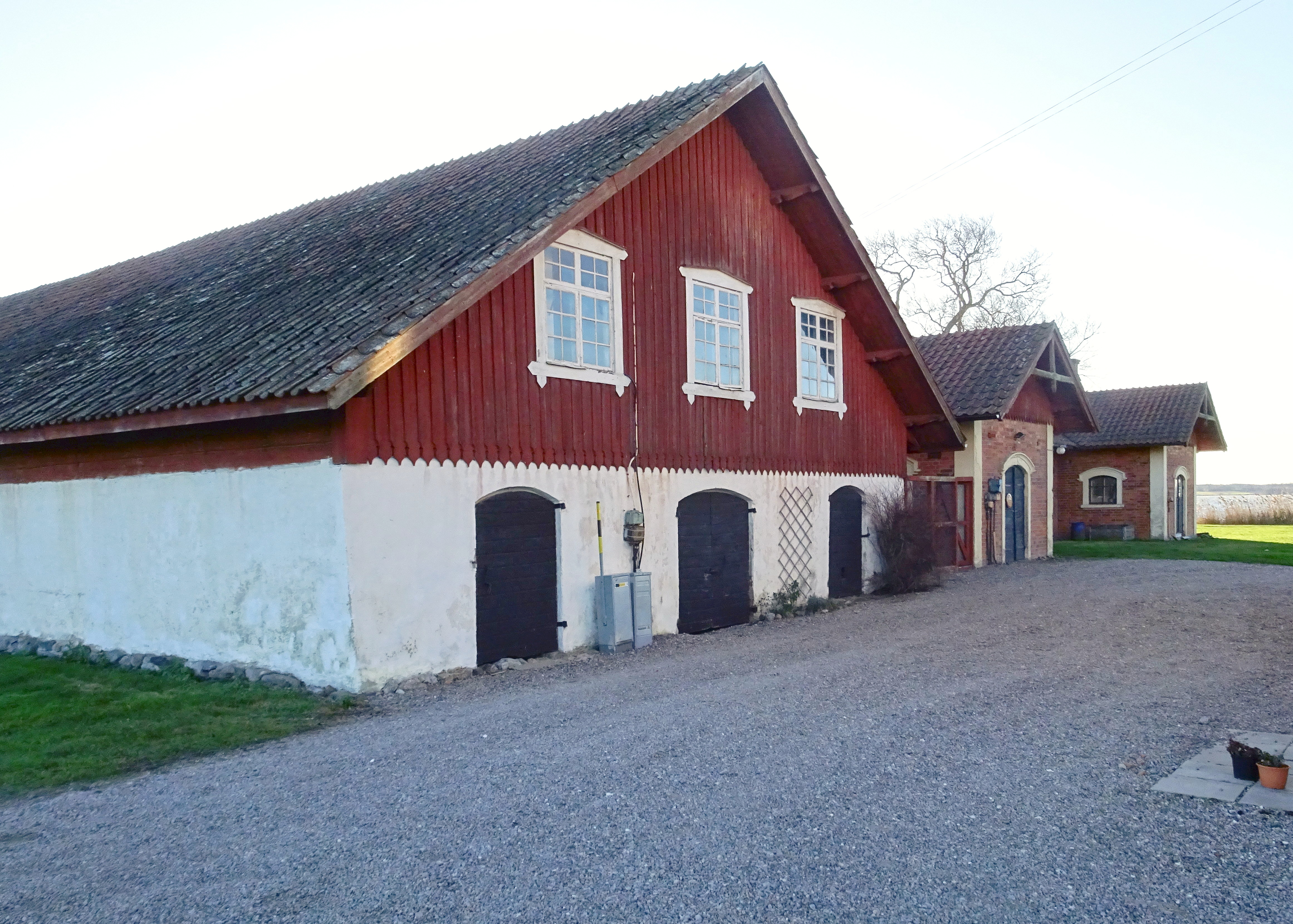
Före detta mejeriet.